# Ермишин, Сергей Александрович
Сергей Александрович Ермишин (4 июня 1970, Саратов) — советский и российский волейболист, мастер спорта России международного класса, тренер по волейболу.

## Биография
Сергей Ермишин начинал заниматься волейболом в Саратове под руководством тренера Виктора Сергеевича Рыбакова. С 1988 года выступал за ЦСКА, в составе которого неоднократно становился чемпионом СССР и России, выигрывал Кубок европейских чемпионов и Суперкубок Европы. В начале 1990-х годов привлекался в сборную России, участвовал в двух розыгрышах Мировой лиги (в 1993 и 1995 годах) и на чемпионате Европы 1995 года, всего за национальную команду провёл 20 игр, в которых набрал 36 очков и 110 отыгранных подач. С 1997 по 2001 год был игроком саратовского «Энергетика».
Сергей Ермишин является одним из первых российских спортсменов, добившихся значительных международных успехов в пляжном волейболе. С 1996 года выступал в Мировом и Европейском турах в командах с Рушаном Даяновым, Андреем Горбенко и Михаилом Кушнерёвым.
В 2000 году в паре с Михаилом Кушнерёвым стал бронзовым призёром этапа Мирового тура, проходившего на Тенерифе, что наряду с другими высокими результатами в олимпийском сезоне позволило россиянам войти в число 24 команд-участников олимпийского турнира в Сиднее. На Олимпиаде российские спортсмены, посеянные под 14-м номером, провели два матча: выиграли у аргентинцев Мариано Барасетти и Хосе Салемы и проиграли канадцам Джону Чайлду и Марку Хизе, разделив в итоге 9-е место с восемью другими парами.
В 2001 году Сергей Ермишин и Михаил Кушнерёв стали седьмыми на Играх доброй воли в Брисбене и дважды доходили до полуфиналов этапа Мирового тура — в Марселе и на Майорке, но в первом случае были дисквалифицированы после победы в четвертьфинале над дуэтом из США Кевин Вонг / Стейн Метцгер. Из-за непогоды календарь проходившего в Марселе турнира Большого шлема оказался скомканным, и в тот день россияне, уже сыгравшие четыре матча подряд, перед пятым с согласия организаторов отправились в гостиницу, чтобы немного восстановиться. Вернувшись с небольшим опозданием, Ермишин и Кушнерёв не успели провести разминку, но всё же были допущены к матчу и выиграли его на тай-брейке, однако из-за протеста, поданного американской командой после матча, результат был аннулирован.
В том же году Сергей Ермишин перешёл из покинувшего Суперлигу «Энергетика» в «Динамо-МГФСО-Олимп», которому напротив предстояло дебютировать в сильнейшем дивизионе. Итогом первого сезона в Москве стала бронзовая медаль чемпионата России. Осенью 2003 года из-за травмы Ермишин был вынужден прервать спортивную карьеру.
После временного ухода из спорта Сергей Ермишин вошёл в состав Совета по пляжному волейболу при Всероссийской федерации волейбола, работал преподавателем кафедры теории и методики волейбола в Российском государственном университете физической культуры, спорта и туризма, помогал в бизнесе своему отцу, бывшему генеральному директору Саратовского авиационного завода.
Осенью 2009 года вернулся в большой волейбол и отыграл два сезона в составе команды «Губерния» из Нижнего Новгорода, поднявшейся из высшей лиги «Б» (третьего эшелона) чемпионата России в Суперлигу. После завершения в 2011 году игровой карьеры вошёл в тренерский штаб «Губернии».
В 2017—2018 годах работал ассистентом главного тренера в пляжной волейбольной команде «Динамо» (Москва). В феврале 2019 года возглавил женскую команду «Протон» (Саратов).

## Достижения

### В классическом волейболе
- 2-кратный чемпион СССР (1989/90, 1990/91).
- Обладатель Кубка европейских чемпионов (1990/91).
- Обладатель Суперкубка Европы (1991).
- 3-кратный чемпион России (1993/94, 1994/95, 1995/96), серебряный (1992/93) и бронзовый (1996/97, 2001/02) призёр чемпионатов России.
- Обладатель Кубка России (1994).

### В пляжном волейболе
- Бронзовый призёр этапа Мирового тура на Тенерифе (2000).
- Участник Игр XXVII Олимпиады в Сиднее (2000) — 9-е место.
- Участник Игр доброй воли в Брисбене (2001) — 7-е место.